# Matthew Stevens (muzyk)
Matthew Stevens (ur. 1982 w Toronto) – kanadyjski gitarzysta jazzowy, mieszkający i tworzący w Nowym Jorku.
Absolwent Etobicoke School of the Arts oraz Berklee College of Music, gdzie został uhonorowany prestiżowym stypendium Jimi Hendrix Fund przyznawanym najzdolniejszym gitarzystom z uczelni. Najbardziej znany jest z wieloletniej – scenicznej i pozascenicznej – współpracy z Christianem Scottem. Od 2006 roku Stevens zagrał na 5 albumach Scotta, w tym jednym live. Współpracował i nagrywał również z Aaronem Henrym, Seanem Jonesem, Benem Williamsem, Chetem Doxas, czy NEXT Collective. Obecnie współtworzy NEXT Collective, zespół Christiana Scotta, grupę ERIMAJ, nagrywa jako muzyk sesyjny oraz pracuje nad solowym materiałem.